# Samotnik (singel)
Samotnik – singel białoruskiego zespołu rockowego N.R.M., wydany w kwietniu 2000 roku jako rekompensata dla fanów w związku z przesuwającą się premierą płyty Try čarapachi. Znalazły się na nim trzy utwory zapowiadające nowy album: „Try čarapachi”, „Čystaja-śvietłaja” i „Maja mientalnaść”, a także wersja piosenki „Čystaja-śvietłaja” w języku polskim oraz radiowa wersja „Maja mientalnaść”. Dodatkowo na płycie umieszczone zostały jako bonusy wideoklip do utworu „Čystaja-śvietłaja”, fotografie oraz wszystkie utwory w formacie MP3. Materiał nagrany został w warszawskim studiu Złota Skała. 
Nazwa wydawnictwa stanowiła według zespołu próbę przetłumaczenia na język białoruski angielskiego słowa single (w znaczeniu: singel muzyczny), z czasem przyjęła ona się w żargonie białoruskiej branży muzycznej jako jedno ze stosowanych określeń.

## Lista utworów
Muzyka i teksty wszystkich utworów autorstwa zespołu (tłumaczenie utworu 4 na język polski – Jerzy Osiennik).
| Nr | Tytuł utworu                                                   | Długość |
| -- | -------------------------------------------------------------- | ------- |
| 1. | „Try čarapachi”                                                | 3:34    |
| 2. | „Čystaja-śvietłaja”                                            | 4:48    |
| 3. | „Maja mientalnaść”                                             | 5:06    |
| 4. | „NajNajNaj” (polskojęzyczna wersja utworu „Čystaja-śvietłaja”) | 4:48    |
| 5. | „Maja mientalnaść” (radio mix)                                 | 3:59    |
|    |                                                                | 22:15   |

## Twórcy
- Lawon Wolski – wokal, gitara
- Pit Paułau – gitara
- Juraś Laukou – gitara basowa
- Aleh Dziemidowicz – perkusja, projekt okładki albumu
- Siarhiej „Szloma” Łabandzijeuski, Aleh Karankou – miksowanie i mastering[3]